# Drugi rząd Jacques’a Santera i Jacques’a Poosa
Drugi rząd Jacques’a Santera i Jacques’a Poosa – rząd Luksemburga pod kierownictwem premiera Jacques’a Santer i wicepremiera Jacques’a Poosa. Zastąpił ich pierwszy gabinet.
Gabinet został powołany 14 lipca 1989 po wyborach parlamentarnych z tego samego roku. Rząd utworzyli dotychczasowi partnerzy koalicyjni: Chrześcijańsko-Społeczna Partia Ludowa (CSV) oraz Luksemburska Socjalistyczna Partia Robotnicza (LSAP). Funkcjonował przez całą kadencję. 13 lipca 1994, po kolejnych wyborach, został zastąpiony przez trzeci rząd Jacques’a Santera i Jacques’a Poosa.

## Skład rządu
- Jacques Santer (CSV)
  - premier, minister stanu, minister skarbu, minister kultury
- Jacques Poos (LSAP)
  - wicepremier, minister spraw zagranicznych, handlu zagranicznego i współpracy rozwojowej, minister sił policyjnych
- Fernand Boden (CSV)
  - minister rodziny i solidarności, minister ds. klasy średniej i turystyki
- Jean Spautz (CSV)
  - minister spraw wewnętrznych, minister mieszkalnictwa i urbanizacji
- Jean-Claude Juncker (CSV)
  - minister finansów, minister pracy
- Marc Fischbach (CSV)
  - minister edukacji, minister sprawiedliwości, minister służb publicznych
- Johny Lahure (LSAP)
  - minister zdrowia, minister zabezpieczenia społecznego, minister ds. kultury fizycznej i sportu, minister ds. młodzieży
- Robert Goebbels (LSAP)
  - minister gospodarki, minister robót publicznych, minister transportu
- Alex Bodry (LSAP)
  - minister planowania przestrzennego i środowiska (od 23 grudnia 1991 jako osobne funkcje), minister energii, minister komunikacji
- René Steichen (CSV)
  - minister rolnictwa, winogrodnictwa i rozwoju obszarów wiejskich, minister delegowany ds. kultury i badań naukowych (do 9 grudnia 1992)
- Marie-Josée Jacobs (CSV)
  - minister rolnictwa, winogrodnictwa i rozwoju obszarów wiejskich, minister delegowany ds. kultury (od 9 grudnia 1992)
- Mady Delvaux-Stehres (LSAP)
  - sekretarz stanu
- Georges Wohlfart (LSAP)
  - sekretarz stanu